# David Camus
David Camus, né en 1970 à Grasse, est un écrivain, traducteur, éditeur et agent littéraire français. Il est notamment connu pour sa traduction de l'intégrale des œuvres du romancier H. P. Lovecraft.

## Biographie
David Camus est le petit-fils de l'écrivain Albert Camus, étant comme lui auteur littéraire,. Il a fait sa carrière dans différents métiers liés à l'édition, de traducteur à agent littéraire.
Après une carrière de documentariste pour la télévision, David Camus a ainsi été éditeur et directeur de collection pour Pocket Terreur, Pocket SF et Fleuve Noir. En 2014 et 2015, il dirige Pocket SF puis devient agent littéraire, spécialisé dans les domaines de l’imaginaire. En 2016, il fait partie des onze membres fondateurs de l'Alliance des agents littéraires français (AALF), syndicat d'agents littéraires français.
David Camus a été élu au conseil municipal de la commune de Montrouge en 2014.
Depuis 2018, il est installé en Pologne.

## Carrière d'auteur et de traducteur
David Camus a publié une trilogie de romans historiques teintés d'aventure et de fantastique, Le Roman de la Croix. Cette série narre les pérégrinations de Morgennes, un chevalier croisé du XIIe siècle, parti en quête des restes de la Vraie Croix.
David Camus est également le traducteur – parfois aux côtés de Dominique Haas – de nombreux textes issus de la littérature de l'imaginaire (H. P. Lovecraft, Kim Stanley Robinson, Stephen Baxter, etc.). Plus particulièrement, la traduction des œuvres de H. P.  Lovecraft tient une part importante dans la carrière de David Camus. Après sa traduction des Contrées du rêve en 2010, il écrira une nouvelle au sein de Kadath, le guide de la cité inconnue, ouvrage collectif publié en 2011 autour de l'univers du créateur du mythe de Cthulhu. Mais c'est véritablement à la suite de la traduction de l'intégrale des œuvres de Lovecraft, initiée par un financement participatif en 2018, que David Camus devient un spécialiste de l'auteur. Il passera ainsi près de dix-huit mois à Providence, la ville qui a vu naître Lovecraft, afin de s'imprégner de l'environnement dans lequel les livres ont été écrits. Initialement annoncés pour 2019, les ouvrages ont été livrés aux souscripteurs en septembre 2021. Ils contiennent, en plus des textes traduits, un récit de cette traduction et de l'impression que les textes sombres et angoissants de Lovecraft ont pu avoir sur David Camus intitulé Journal d'une traduction impossible. Les différents tomes de l'intégrale ont ensuite été publiés indépendamment par des circuits traditionnels au cours des années 2022 et 2023.
Son dernier diptyque a paru aux éditions Robert Laffont dans la collection R Jeunesse : Le Pays qui descend, fin 2023 puis La Terre qui monte en juin 2025. Camus le décrit comme « un roman d'apprentissage, une quête initiatique ».
Un nouveau projet de traduction autour de l’œuvre de Lovecraft, concernant sa correspondance avec l'auteur Robert E. Howard a fait l'objet d'un financement participatif en 2023, toujours par les éditions Mnémos. David Camus est chargé des lettres de Lovecraft, tandis que celles de Howard seront traduites par Patrice Louinet.

## Œuvres

### En tant qu'auteur
- Les Chevaliers du royaume : le Roman de la croix, tome 1, Robert Laffont, 2005 - prix Relay du roman d'évasion 2005[15],[16]
- Les sous-marins, fantômes des profondeurs, Gallimard, 2007
- Morgennes : le Roman de la croix, tome 2, Robert Laffont, 2008
- Crucifère : le Roman de la croix, tome 3, Robert Laffont, 2009
- Draco Luna (nouvelle au sein de l'anthologie Dragons), Calmann-Lévy, 2009
- Ce que les dieux doivent aux hommes (nouvelle au sein de l'anthologie Kadath, le guide de la cité inconnue), Mnémos, 2010
- Journal d'une traduction impossible (récit au sein de l'intégrale Lovecraft, Autour de Lovecraft), Mnémos, 2021
- Le Pays qui descend, Robert Laffont, octobre 2023
- La Terre qui monte, Robert Laffont, juin 2025

### En tant que traducteur[17]
- Évolution, de Stephen Baxter, traduit avec Dominique Haas, 2005[18]
- Arche de Stephen Baxter, traduit avec Dominique Haas, 2010
- Les Contrées du rêve, de H. P. Lovecraft, 2010
- Le Rêve de Galilée, de Kim Stanley Robinson, traduit avec Dominique Haas, 2011
- Les Montagnes hallucinées, de H. P. Lovecraft, 2017
- Intégrale Lovecraft, 2021[19]

## Prix et récompenses
- 2005 : Prix Relay du roman d'évasion pour Les Chevaliers du Royaume (Robert Laffont)
- 2011 : Prix spécial du Jury Imaginales pour Kadath, le guide de la cité inconnue (Mnémos, ouvrage collectif)[20]
- 2011 : Prix Bob-Morane, Coup de coeur pour la traduction de Les Contrées du rêve, de H. P. Lovecraft (Mnémos)[21]